# Lago Unterer Muttsee
O Lago Unterer  Muttsee está localizado no Vale Murg (Murgtal), no cantão de São Galo, Suíça. Dos três lagos que formam este conjunto o Mittlerer Murgseen, é de menores dimensões. Este lago encontra-se a 1862 metros de altitude. Os outros dois lagos são o Lago Oberer Murgsee, localizado a 1820 metros e o Lago Mittlerer Murgseen, localizado a 1808 metros de altitude.